# Aldo Alessandri
Aldo Alessandri (Perugia, 16 aprile 1912 – Quarà, 29 gennaio 1941) è stato un militare italiano, insignito della medaglia d'oro al valor militare alla memoria nel corso della seconda guerra mondiale.

## Biografia
Nacque a Perugia il 16 aprile 1912, figlio di Antonio Arturo e Maria Moramarco.  Dispensato dal servizio di leva nel Regio Esercito, si arruolò volontario nelle unità della Milizia Volontaria Sicurezza Nazionale create per le esigenze coloniali in Africa Orientale e, assegnato alla 192ª sezione lanciafiamme con il grado di vice caposquadra, partì per l'Eritrea sbarcando a Massaua il 17 novembre del 1935. Frequentata poi la Scuola allievi ufficiali di complemento di Saganeiti nel 1936, fu nominato sottotenente dell'arma di fanteria venendo trasferito in servizio presso il 29º Reggimento fanteria. Nel dicembre dello stesso anno fu assegnato al Regio corpo truppe coloniali d'Eritrea, in servizio al XIV Battaglione coloniale e poi al I Gruppo bande di confine con il grado di tenente assumendo il comando di una banda nel Goggiam Occidentale. Partecipò alle grandi operazioni di polizia coloniale venendo insignito di due croci di guerra al valor militare.
Dopo l'entrata in guerra del Regno d'Italia, avvenuta il 10 giugno 1940, partecipò alla operazioni belliche in A.O.I., e cadde in combattimento a Quarà il 29 gennaio 1941, venendo insignito della medaglia d'oro al valor militare alla memoria.

### Fonti
1. 1 2 3 4 5  Combattenti Liberazione.
2. 1 2 3  Gruppo Medaglie d'Oro al Valor Militare 1965, p. 553.
3. ↑   Medaglia d'oro al valor militare Alessandri, Aldo, su quirinale.it, Quirinale. URL consultato l'11 luglio 2021.